# خوسيه لويس بوربولا
خوسيه لويس بوربولا تشافيرا (31 يناير 1920 - 11 فبراير 2001) لاعب كرة قدم مكسيكي سابق لعب بشكل احترافي في الدوري المكسيكي الممتاز والدوري الإسباني الممتاز ومثل المكسيك في كأس العالم لكرة القدم 1950. وكان أيضًا أول مكسيكي يرتدي قميص ريال مدريد.

## حياة مهنية
ولد خوسيه في مكسيكو سيتي بالمكسيك، ولعب كرة القدم مع الأندية المحلية أستورياس وإسبانيا ومارتي، حيث فاز بلقب الدوري المكسيكي الممتاز وبطولة كامبيونيس في موسم 1942-1943. في عام 1944، انتقل إلى أوروبا للعب مع الأندية الإسبانية ديبورتيفو لاكورونيا، ريال مدريد (حيث أصبح أول لاعب مكسيكي في النادي نظرًا لأن خوسيه رامون ساوتو الذي ولد في المكسيك لم يلعب أبدًا كمكسيكي في إسبانيا ولم يلعب مع المنتخب الوطني المكسيكي) وسيلتا فيجو. لعب خوسيه مع ريال مدريد في كأس جينيراليسيمو 1944–45.
عاد إلى المكسيك للانضمام إلى فيراكروز. ولعب لاحقًا لفريق أمريكا، حيث تقاعد ليصبح مدربًا لموسم واحد.
شارك خوسيه في ثلاث مباريات دولية مع المكسيك خلال عام 1950، بما في ذلك اللعب في كأس العالم لكرة القدم 1950 في المباراة ضد سويسرا.
بعد اعتزاله اللعب والتدريب، أسس خوسيه شركة تصنيع ناجحة تبيع المنتجات النسيجية في أمريكا الشمالية والوسطى.

## روابط خارجية
- خوسيه لويس بوربولا على BDFutbol